# Taylor Highway
Pour les articles homonymes, voir Route 5.
La Taylor Highway aussi appelée Alaska Route 5, est une route d'Alaska aux États-Unis qui s'étend sur 258 km  entre Tetlin, à 17 km de Tok (Alaska) sur la Route de l'Alaska, et Eagle.

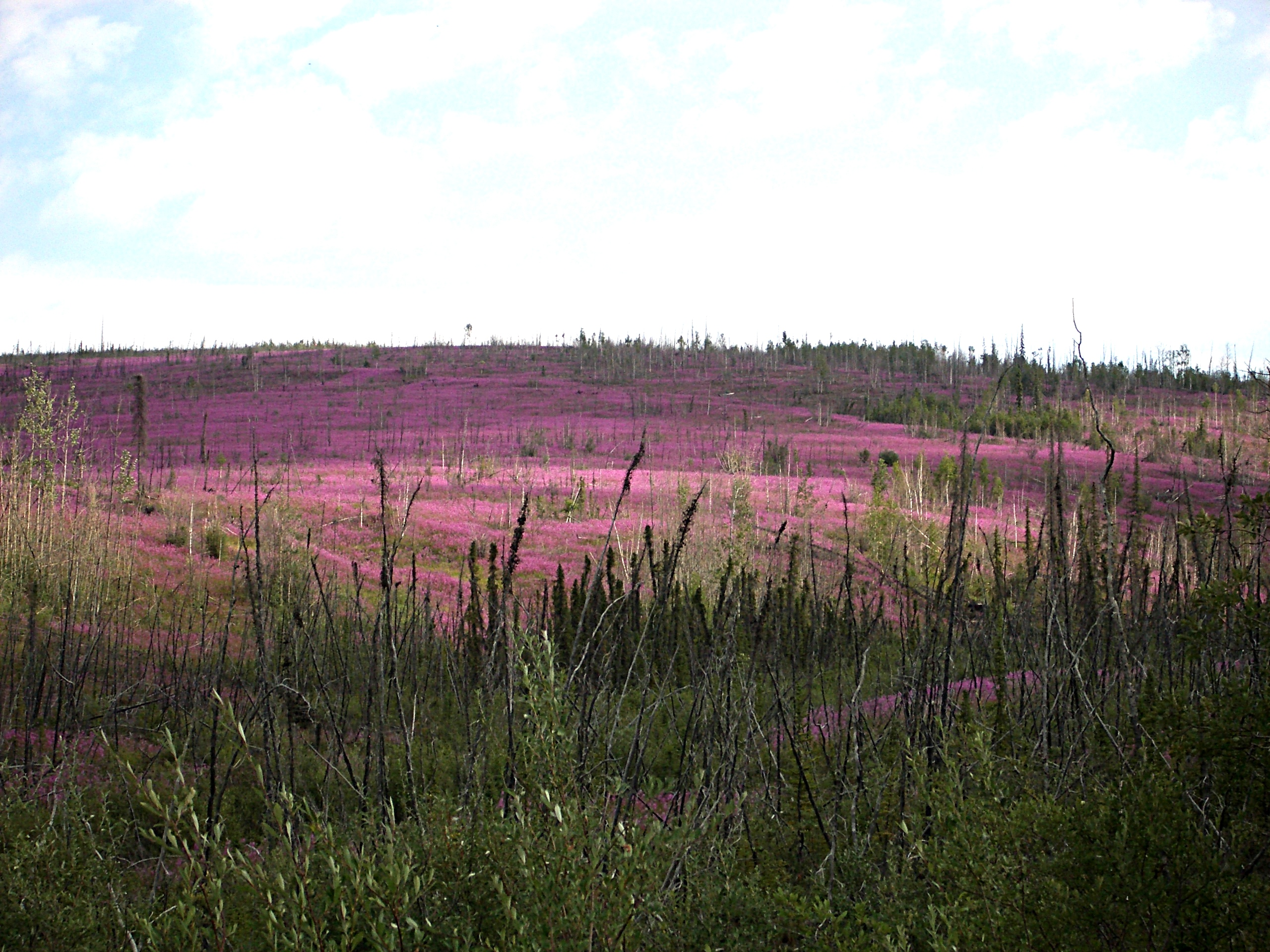
Épilobes sur les bords de la Taylor Highway.

Cette route a été construite en 1953 pour donner accès à Eagle, à Chicken et au Fourtymile Mining District.
Elle rejoint la Top of the World Highway à Jack Wade Junction, à 155 km de Tetlin, permettant un accès routier à Dawson City, au Yukon, pendant une partie de l'année. Il y a 127 km entre Jack Wade Junction et Dawson City. Les premiers 96 km sont goudronnés, le reste est une piste aménagée. La route est fermée d'octobre à avril, et seuls les motoneiges peuvent l'emprunter à cette période de l'année.

## Villes traversées
- Tetlin, au km 0
- Chicken, au km 106
- Jack Wade Junction (Top of the World Highway), au km 154
- Eagle, au km 258

### Articles annexes
- Liste des routes d'Alaska